# Склепіння черепа

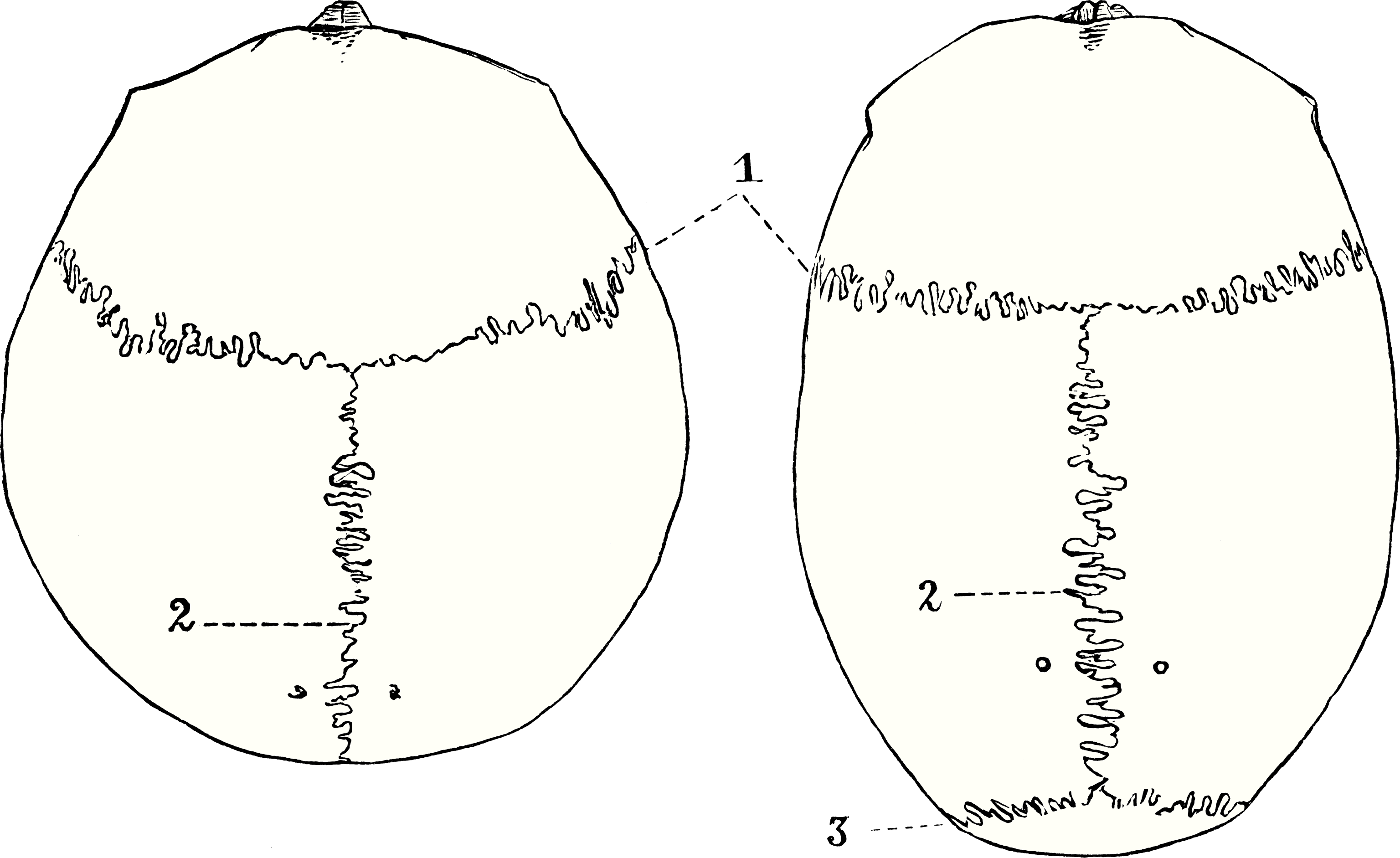
1 — вінцевий шов, 2 — сагітальний шов, 3 — ламбдоподібний шов

Склепіння черепа, також звід черепа, дах черепа, черепний звід (лат. fornix cranii, також calvaria, PNA, BNA, JNA) — група міцно з'єднаних між собою кісток черепа, які закривають головний мозок зверху і з боків. Утворений лобовою лускою, тім'яними кістками, верхнім відділом потиличної луски, лусками скроневих кісток і верхнім відділом великого крила клиноподібної кістки. У ділянці зводу кістки з'єднуються трьома швами: вінцевим (між лобовою і тім'яними кістками), сагітальним (між тім'яними кістками) і ламбдоподібним (між потиличною і тім'яною кістками).
У зародковій стадії являє собою перетинчасте утворення, яке практично повністю костеніє до моменту народження, не окостенілими залишаються шви і тім'ячка в місцях сходження кількох швів.

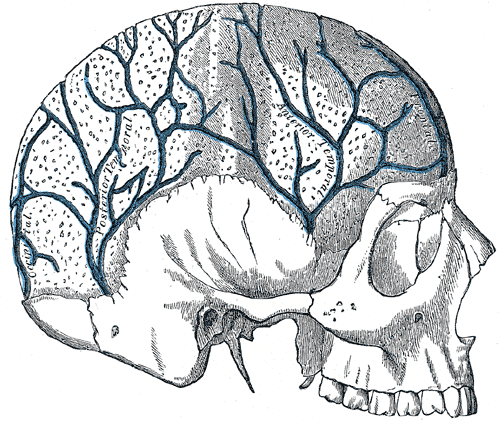
Зовнішній шар черепа видалений і показує диплоїчні вени та внутрішній шар

## Аномалії розвитку
З кістками склепіння черепа пов'язані такі аномалії:
- Акрокефалія — баштоподібної форма голови;
- Акранія[ru] — часткова або повна відсутність склепіння черепа, шкірних покривів і аномальним розвитком головного мозку. Основа черепа при цьому слабо розвинута і деформована;
- Акальварія — відсутність кісток склепіння черепа, твердої мозкової оболони і пов'язаних з ними м'язів;
- Краніосиностоз — аномальна форма черепа в результаті раннього зрощення швів.

## Додаткова інформація

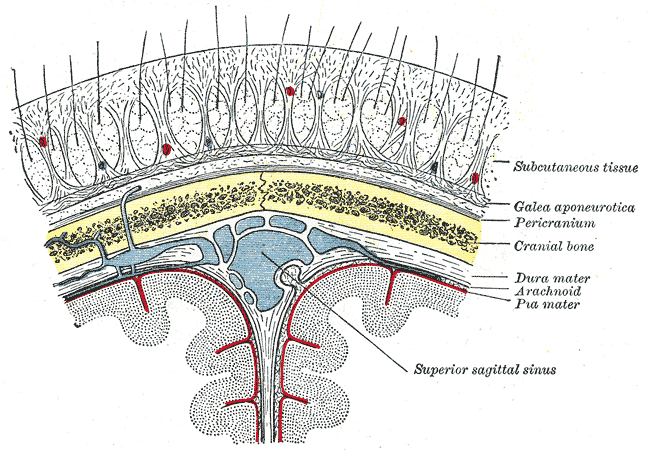
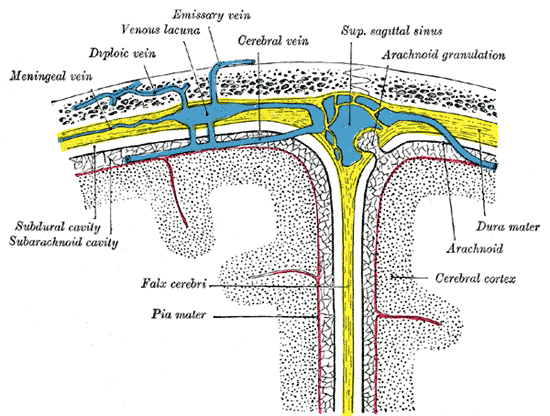